# الشوقیاح
ال شوقیاه یک منطقهٔ مسکونی در عربستان سعودی است که در استان مکه واقع شده‌است.